# Пенобскот (народ)

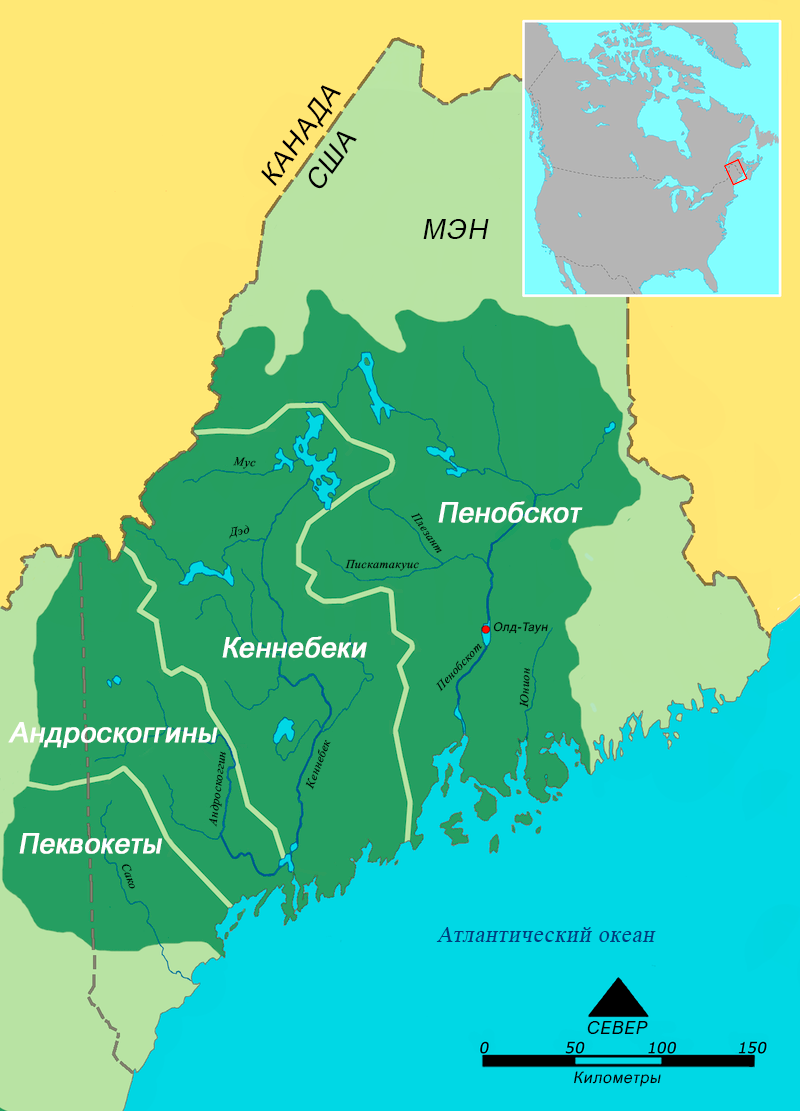
Традиционная территория пенобскот

Пенобскот — алгонкиноязычное индейское племя, проживающее на северо-востоке Северной Америки. Входили в состав Вабанакской конфедерации.
Ныне пенобскот являются федерально признанным племенем в американском штате Мэн.

## Язык
Пенобскот исторически говорили на диалекте восточного абенаки, относящегося к восточной ветви алгонкинской языковой семьи. Последний известный носитель языка, Мэдлин Тауэр Шей, умерла в 1990-х годах и ныне члены племени говорят на английском языке. В резервации Пенобскот прилагают усилия, чтобы оживить язык, преподавая его детям.

## Культура и образ жизни
Пенобскот были разделены на патрилинейные линии, каждая из которых имела свою собственную территорию зимней охоты. В эпоху торговли пушниной эта территория стала более строго определенной. Племя делилось на небольшие охотничьи группы зимой, а летом собиралось в поселениях вдоль рек. Постоянных поселений не было, по крайней мере, до XVIII века, некоторые деревни укреплялись и обносились частоколом. Люди жили как в квадратных домах с пирамидальными крышами, так и в конусообразных вигвамах. Оба вида жилища покрывали листами бересты и они имели более 3,5 метров в диаметре.
Пенобскот занимались земледелием, охотой и рыболовством. Мужчины охотились на оленей, лосей, медведей, бобров, выдр и других животных, особенно зимой. Большую часть мяса и рыбы сушили и хранили на зиму. Во время весенних и летних поездок к океану собирали моллюсков и охотились на морских свиней, тюленей и другую дичь. Женщины  собирали кленовый сок, дикие клубни, фрукты и ягоды, также выращивали в небольшом количестве кукурузу.

## История
В 1604 году в устье реки Сен-Круа Самюэль де Шамплен и Пьер де Монт построили форт и начали торговать с пенобскот и малеситами. Позднее французы перенесли свой форт в Акадию и назвали его Пор-Рояль. Территория, на которой размещался форт, принадлежала микмакам, но пенобскот также получили большую выгоду от торговли — используя преимущества французских товаров, они подчинили себе родственные племена к югу и западу. Под руководством сахема Башабы пенобскот смогли создать мощное межплеменное объединение, которое стало серьёзной угрозой для микмаков. Вооружённые столкновения между двумя народами случались и раньше, а конкуренция из-за торговли с французами лишь увеличила их число. К 1607 году мелкие стычки переросли в открытую войну между союзом Башабы и микмаками, которых поддержали малеситы.
Война продолжалась восемь лет, при этом, французы не желали терять выгоды от торговли и вели дела как с микмаками, так и с пенобскот. В 1610 году в Пор-Рояль прибыли первые католические миссионеры, которые начали обращать микмаков в христианство. На земле пенобскот иезуиты также построили миссию на месте современного города Бар-Харбор. В 1613 году англичане совершили налёт на побережье Мэна и сожгли миссию, а через два года микмаки захватили в плен Башабу и казнили его. Следующие два года они провели серию опустошительных рейдов на селения пенобскот. Евразийские эпидемии стали причиной для мира между племенами, болезни выкосили коренное население этого региона, оставив не более 25 % от первоначальной численности.
В середине XVII века пенобскот присоединились к Вабанакской конфедерации, в которую также входил пассамакуоди, малеситы, микмаки и некоторые племена абенаков. Массовая иммиграция англичан вызвала войну между индейцами и колонистами в 1675 году, в которой участвовали и пенобскот. В дальнейшем между английскими поселенцами и пенобскот часто случались столкновения, а в 1691 году индейцы сожгли городок Йорк. Во время колониальных войн пенобскот поддерживали французов. Когда началась Война с французами и индейцами  губернатор Массачусетс-Бэя Спенсер Фипс назначил награду за скальпы пенобскот — 40 фунтов за мужской скальп, 25 фунтов за скальп женщины и 20 фунтов за скальп ребёнка.
Во время Американской революции пенобскот встали на сторону «патриотов» и сыграли важную роль в вооружённых конфликтах, происходивших возле границы между Британской Канадой и Соединёнными Штатами. Несмотря на это, новое американское правительство забыло про их вклад и белые поселенцы продолжали посягать на земли племени. В конце XVIII века власти Массачусетса учредили для пенобскот небольшую резервацию, где они проживают и поныне. В 1823 году пенобскот и пассамакуоди получили места в легислатуре штата Мэн, однако могли участвовать в обсуждении лишь тех вопросов, которые напрямую касались индейцев.

## Население
В 1726 году, после ряда эпидемий, насчитывалось 650 пенобскот. Дальнейшие подсчёты показали следующие результаты — 1000 чел. в 1736 году, 700 чел. в 1753 году, 400 чел. в 1759 году, 700 чел. в 1765 году, 360 чел. в 1786 году, 347 чел. в 1803 году. Согласно переписи населения США 1910 года их было 266 человек, в том числе 13 из них, проживали за пределами штата Мэн. Перепись 1930 года показала рост до 301 человека.
В 2010 году число чистокровных пенобскот составляло 2095 человек.